# Каліфорнійський дорожній патруль (фільм)
«Каліфорнійський дорожній патруль» (англ. CHiPs) — американська пригодницька кінокомедія режисера, продюсера, сценариста і виконавця головної ролі Декса Шепарда, що вийшов у 2017 році. Стрічка створена на основі однойменного телесеріалу Ріка Рознера (1970) і розповідає про пригоди двох патрульних поліцейських. Також у головних ролях Майкл Пенья, Вінсент Д'Онофріо.
Вперше показ фільму розпочали 23 березня 2017року у країнах світу, і у тому числі в Україні у широкому кінопрокаті.

## У ролях
| Актор                 | Персонаж                | Роль                                           |
| --------------------- | ----------------------- | ---------------------------------------------- |
| Декс Шепард           | Джон Бейкер             | офіцер патруля                                 |
| Майкл Пенья           | Франк "Понч" Пончерелло | офіцер патруля                                 |
| Вінсент Д'Онофріо     | Вік Браун               | колишній поліцейський, ватажок викрадачів авто |
| Роза Салазар          | Ава Перес               | офіцер патруля                                 |
| Джессіка Мак-Немі     | Ліндсі Тейлор           | офіцер патруля                                 |
| Раян Генсен           | Браян Грівс             | офіцер патруля                                 |
| Адам Броуді           | Клей Аллен              | спеціальний агент                              |
| Ісайя Вітлок молодший | Пітерсон                | спеціальний агент                              |
| Крістен Белл          | Карен Бейкер            | колишня дружина Джона                          |
| Віда Гуерра           | Енн                     |                                                |
| Девід Кокнер          | Пет                     |                                                |
| Мей Вітман            | Бібі                    |                                                |
| Ед Беглі молодший     |                         | водій                                          |

## Створення фільму

### Знімальна група
- Кінорежисер — Декс Шепард
- Сценарист — Декс Шепард
- Кінопродюсери — Декс Шепард, Раві Д. Мехта, Ендрю Панай
- Виконавчі продюсери — Боб Дорманн, Рік Рознер, Ґреґ Сілверман, Нейт Так
- Композитор — Філ Ейслер
- Кінооператор — Мітчел Амундсен
- Кіномонтаж — Ден Лебенталь
- Художник-постановник — Махер Ахмад
- Артдиректори — Нік Релбовскі
- Художник по костюмах — Діана Крук[9].

### Виробництво
Знімання фільму розпочалося 21 жовтня 2015 року.

## Сприйняття

### Оцінки і критика
Від кінокритиків фільм отримав погані відгуки: Rotten Tomatoes дав оцінку 20 % на основі 59 відгуків від критиків (середня оцінка 3,8/10). Загалом на сайті фільм має погані оцінки, фільму зарахований «гнилий помідор» від фахівців, Metacritic — 29/100 на основі 23 відгуків критиків. Загалом на цьому ресурсі від фахівців фільм отримав погані відгуки.
Від пересічних глядачів фільм теж отримав погані відгуки: на Rotten Tomatoes 53 % зі середньою оцінкою 3,2/5 (6 381 голос), фільму зарахований «розсипаний попкорн», на Metacritic — 1,4/10 на основі 9 голосів, Internet Movie Database — 5,5/10 (718 голосів).
Юлія Ліпенцева на сайті телеканалу «24» написала, що «рейтинг фільму на IMDb — 5,4. Більшого чекати і не варто. Рекомендуємо дивитись з метою підняти настрій і просто посміятись».

### Касові збори
Під час показу в Україні, що розпочався 23 березня 2017 року, протягом першого тижня на фільм було продано 19 966 квитків, фільм показали на 88 екранах і він зібрав 1 614 302 ₴, що на той час дозволило йому зайняти 6 місце серед усіх прем'єр.
Під час показу у США, що розпочався 24 березня 2017 року, протягом першого тижня фільм показали у 2 464 кінотеатрах і він зібрав 7 600 000 $, що на той час дозволило йому зайняти 7 місце серед усіх прем'єр. Станом на 26 березня 2017 року показ фільму триває 3 дні (0,4 тижня), зібравши за цей час у прокаті у США 7 600 000 доларів США, а у решті світу 1 900 000 $, тобто загалом 9 500 000 доларів США при бюджеті 25 млн доларів США.

### Виноски
1. ↑  CHiPs (англ.). British Board of Film Classification. Архів оригіналу за 2 лютого 2017. Процитовано 29 січня 2017.
2. 1 2  CHIPS: Release Info (англ.). Internet Movie Database. Архів оригіналу за 14 березня 2017. Процитовано 29 січня 2017.
3. 1 2  Каліфорнійський дорожній патруль. Kino-teatr.ua. Архів оригіналу за 11 лютого 2017. Процитовано 29 січня 2017.
4. 1 2  Merril Barr (28 лютого 2017). ‘CHIPS': 15 Things to Know about Dax Shepard’s R-Rated Adaptation (англ.). Collider. Архів оригіналу за 24 березня 2017. Процитовано 27 березня 2017.
5. 1 2 3 4  CHiPs (англ.). Box Office Mojo. Архів оригіналу за 24 березня 2017. Процитовано 27 березня 2017.
6. 1 2 3 4  CHiPS (2017) (англ.). The Numbers. Архів оригіналу за 28 березня 2017. Процитовано 27 березня 2017.
7. ↑  CHiPs (2017) (англ.). AllMovie. Архів оригіналу за 25 березня 2017. Процитовано 29 січня 2017.
8. ↑  Каліфорнійський дорожній патруль. Kinomania. Архів оригіналу за 29 січня 2017. Процитовано 29 січня 2017.
9. ↑  CHIPS: Full Cast & Crew (англ.). Internet Movie Database. Архів оригіналу за 24 березня 2017. Процитовано 29 січня 2017.
10. ↑  SSN Insider Staff (23 жовтня 2015). On the Set 10/22/15: Tom Hiddleston Starts on ‘Kong: Skull Island, Nina Dobrev Starts on ‘Crash Pad’ (англ.). SSN Insider. Архів оригіналу за 25 жовтня 2015. Процитовано 29 січня 2017.
11. 1 2  CHIPS (англ.). Rotten Tomatoes. Архів оригіналу за 24 березня 2017. Процитовано 26 березня 2017.
12. 1 2  CHIPS (англ.). Metacritic. Архів оригіналу за 23 жовтня 2017. Процитовано 26 березня 2017.
13. ↑  CHIPS (англ.). Internet Movie Database. Архів оригіналу за 25 березня 2017. Процитовано 26 березня 2017.
14. ↑  Юлія Ліпенцева (28 березня 2017). "Каліфорнійський дорожній патруль": легка комедія про мотокопів. Телеканал «24». Архів оригіналу за 29 березня 2017. Процитовано 29 березня 2017.
15. ↑  Олексій Першко (28 березня 2017). Бокс-Офіс 12 (2017): Уїк-енд дебютантів. Kino-teatr.ua. Архів оригіналу за 30 березня 2017. Процитовано 29 березня 2017.